# The Essential Michael Jackson
The Essential Michael Jackson je kompilační album zpěváka Michaela Jacksona vydané 18. července 2005.

## Seznam skladeb

### Mezinárodní verze
Disk 1
1. "I Want You Back" (The Jackson 5) – 2:58
2. "ABC" (The Jackson 5) – 2:57
3. "The Love You Save" (The Jackson 5) – 3:05
4. "Got to Be There" – 3:25
5. "Rockin' Robin" – 2:32
6. "Ben" – 2:46
7. "Blame It on the Boogie" (The Jacksons) – 3:30
8. "Shake Your Body (Down to the Ground)" (The Jacksons) – 3:45
9. "Don't Stop 'til You Get Enough [7" Edit]" – 3:56
10. "Off the Wall" – 3:46
11. "Rock with You" – 3:23
12. "She's out of My Life" – 3:37
13. "Can You Feel It" (The Jacksons) [7" Edit] – 3:50
14. "The Girl Is Mine" (s: Paul McCartney) – 3:41
15. "Billie Jean" – 4:52
16. "Beat It" – 4:18
17. "Wanna Be Startin' Somethin'" [7" Edit] – 4:17
18. "Human Nature [7" Edit]" – 3:45
19. "P.Y.T. (Pretty Young Thing)" – 3:58
20. "I Just Can't Stop Loving You" (s: Siedah Garrett) [bez Intra] – 4:11
21. "Thriller"[7" Edit] – 5:14

Disk 2
1. "Bad" – 4:06
2. "The Way You Make Me Feel" [7" Edit] – 4:26
3. "Man in the Mirror" – 5:18
4. "Dirty Diana" – 4:40
5. "Another Part of Me" [7" Edit] – 3:46
6. "Smooth Criminal" – 4:17
7. "Leave Me Alone" – 4:39
8. "Black or White" [7" Edit] - 3:21
9. "Remember the Time" – 3:59
10. "In the Closet" (Duet s: Mystery Girl) [7" Edit] – 4:48
11. "Who Is It" [7" Edit] – 3:59
12. "Heal the World" – 6:24
13. "Will You Be There" [7" Edit] – 3:40
14. "You Are Not Alone" [Single Edit] – 4:55
15. "Earth Song" [7" Edit] – 5:02
16. "They Don't Care About Us" – 4:44
17. "You Rock My World" – 5:08

### Verze pro USA
Disk 1
1. "I Want You Back" (The Jackson 5)
2. "ABC" (The Jackson 5)
3. "The Love You Save" (The Jackson 5)
4. "Never Can Say Goodbye" (The Jackson 5)
5. "Rockin' Robin"
6. "Ben"
7. "Enjoy Yourself" (The Jacksons)
8. "Blame It on the Boogie" (The Jacksons)
9. "Shake Your Body (Down to the Ground)" (The Jacksons)
10. "Don't Stop 'til You Get Enough"
11. "Rock with You"
12. "Off the Wall"
13. "She's Out of My Life"
14. "Can You Feel It" (The Jacksons)
15. "The Girl Is Mine" (s: Paul McCartney)
16. "Billie Jean"
17. "Beat It"
18. "Wanna Be Startin' Somethin'"
19. "Human Nature"
20. "P.Y.T. (Pretty Young Thing)"
21. "Thriller"

Disk 2
1. "Bad"
2. "I Just Can't Stop Loving You"
3. "Leave Me Alone"
4. "The Way You Make Me Feel"
5. "Man in the Mirror"
6. "Dirty Diana"
7. "Another Part of Me"
8. "Smooth Criminal"
9. "Black or White"
10. "Heal the World"
11. "Remember the Time"
12. "In the Closet"
13. "Who Is It"
14. "Will You Be There"
15. "Dangerous"
16. "You Are Not Alone"
17. "You Rock My World"

### Essential 3.0 Bonusový disk
1. "Can't Get Outta the Rain"
2. "Say Say Say" (s: Paul McCartney)
3. "Jam"
4. "They Don't Care About Us"
5. "Blood on the Dance Floor"
6. "Stranger in Moscow"
7. "Butterflies"